# AZS Uniwersytet Warszawski (piłka wodna)
AZS Uniwersytet Warszawski – zespół piłki wodnej z siedzibą w Warszawie należący do AZS Uniwersytetu Warszawskiego i będący jego sekcją.

## Sukcesy[2]
Mistrzostwa Polski
- 1.miejsce (4x): 2021[3], 2023[4], 2024[5], 2025[6]
- 2.miejsce (1x): 2022[7]

 Puchar Polski
- 1.miejsce (2x): 2021[8], 2025[9]
- 2.miejsce (2x): 2023[10], 2024[11]
- 3.miejsce (1x): 2022[12]

 Superpuchar Polski
- 1.miejsce (1x): 2023[13]

 Mistrzostwa Polski Młodzieżowca U-23
- 1.miejsce (3x): 2022, 2023, 2024
- 2.miejsce (2x): 2019, 2021
- 3.miejsce (1x): 2016

 Król strzelców Ekstraklasy
- Andrzej Maciejewski (1x): 2022
- Messan Moore (1x): 2023